# Tôn giáo tại Myanmar
Tôn giáo ở Myanmar (Điều tra dân số Myanmar 2014)
Myanmar (Miến Điện) là một quốc gia đa tôn giáo. Không có quốc giáo chính thức, nhưng chính phủ tỏ ra cực kỳ ưu tiên đối với Phật giáo Nguyên thủy, tôn giáo đa số của quốc gia. Theo cả hai cuộc điều tra dân số năm 2014 của chính phủ Miến Điện, Phật giáo là tôn giáo thống trị, chiếm 88% dân số, đặc biệt là người Bamar, Rakhine, Shan, Mon, Karen và các nhóm dân tộc Hoa. Người Bamar cũng theo tín ngưỡng dân gian Miến Điện dưới tên Phật giáo. Hiến pháp mới quy định quyền tự do tôn giáo; tuy nhiên, nó cũng cho phép các ngoại lệ rộng rãi, cho phép chình quyền hạn chế các quyền này theo ý muốn.  Các dân tộc thiểu số theo Kitô giáo (6,2%, đặc biệt là người Chin, Kachin và Karen), Hồi giáo (4,3%, đặc biệt là người Rohingya, Mã Lai, người Yangon cùng các dân tộc thiểu số khác) và Ấn Độ giáo (0,5%, đặc biệt là người Ấn Độ - Miến Điện).
Tục thờ Nat rất phổ biến ở Myanmar. Nat là linh hồn được đặt tên và có thể xuất hiện trên các đền thờ khắp đất nước, đứng một mình hoặc là một phần của chùa Phật giáo. Tục thờ Nat có mối quan hệ với Phật giáo Myanmar và có một đền thờ được công nhận là 37 nat.